# Daniel Gottlob Thebesius
Daniel Gottlob Thebesius (* 28. April 1707 in Halle (Saale); † 18. August 1757) war ein deutscher Mediziner und Kommunalpolitiker.

## Leben
Gottlob Thebesius’ Vater war Georg Daniel Thebesius, promovierter Apotheker zu Halle, geboren 1685 zu Haynow in Schlesien als Sohn des Magisters Daniel Thebesius, Pfarrers zu Adelsdorf und Hayn. Seine Mutter war Dorothea Magdalene, geb. Hofmann, einzige Tochter des ehemals in Halle berühmten Komponenten- und Glockengießers Johann Jakob Hofmann. Gottlob Thebesius studierte u. a. Medizin, und zwar zuerst an der Universität Leipzig und danach an der Universität Halle. Unter Valentin Alberti graduierte er 1732 mit dem Disputationsthema De principio rationis sufficientis maximi in anatomia usus.
Er war später als Stadt- und Landphysikus von Treptow an der Rega, Greifenberg und Cammin tätig sowie als Kreisphysikus von Stettin in Pommern. Von 1750 bis 1755 war er Bürgermeister von Treptow.
Am 10. April 1755 wurde Daniel Gottlob Thebesius mit dem akademischen Beinamen Euriphon II.  als Mitglied (Matrikel-Nr. 594) in die Leopoldina aufgenommen. Außerdem war er auswärtiges Mitglied der Deutschen Gesellschaft zu Greifswald. Er schrieb naturhistorische Aufsätze in deutscher und lateinischer Sprache, die u. a. in Johann Carl Dähnerts Pommerscher Bibliothek veröffentlicht wurden. Nach seinem Tod gelangte ein Teil seiner Manuskripte in die Bibliothek der Familie von der Osten in Plathe.